# M1 Combat Car
Le M1 Combat Car est un char léger utilisé par la cavalerie des États-Unis à la fin des années 1930.

## Histoire

### Développement
À la fin des années 1920, la cavalerie des États-Unis est confrontée au problème de la mécanisation de ses forces : en théorie, celle-ci lui est interdite par le National Defence Act de 1920, qui limite l’emploi des chars en tant qu’auxiliaires de l’infanterie, cependant, pour assurer ses missions de reconnaissance, elle a besoin d’un véhicule blindée ayant de meilleures capacités tout-terrain que les automitrailleuses. Ce premier problème est résolu au moyen d’un artifice sémantique : la cavalerie n’aura pas de tanks, elle aura des combat cars, ou « voiture de combat ». La lettre de la loi, à défaut de son esprit, ayant ainsi été respectée, les cavaliers essayent d’abord des chars convertibles utilisant la suspension Christie, comme le M1931, qui est testé sous le nom de Combat Car T1, le T2 et le T3, mais aucun n’aboutit à un résultat concret.
Sur la base de ces expériences, les spécifications d’un quatrième projet sont mises au point en février 1932, pour un véhicule convertible de neuf tonnes pouvant atteindre une vitesse de soixante kilomètres par heure et armé d’une mitrailleuse de 12,7 mm et deux de 7,62 mm. Le premier prototype du nouveau véhicule, alors appelé T4, est construit au Rock Island Arsenal et commence ses essais à Aberdeen en septembre 1933. Les essais se révélant satisfaisant, le projet reçoit l’autorisation de poursuivre le 7 juin 1934. Parallèlement, le Rock Island Arsenal construit un autre modèle de char léger, qui commence ses essais le 23 avril 1934. Celui-ci, le T5, dispose d’un train de roulement plus conventionnel que le T4, non convertible et doté de suspensions à volutes.
Les deux véhicules sont améliorés dans les mois qui suivent : les deux tourelles du T5 sont ainsi remplacées par une superstructure et celle du T4 est modifiée. Cependant, ces modifications amènent le T4E1 à dépasser la barre des dix tonnes, le T4E2, dont la tourelle est remplacée par une superstructure, atteignant même les treize tonnes, tandis que le T5E1 reste aux alentours de six tonnes. Cette différence de poids est liée au système convertible, qui implique également un prix deux fois plus élevé pour le véhicule. Cet aspect joue un rôle important dans le choix par l’état-major du T5 au lieu du T4 comme modèle pour le futur Combat Car, bien que la cavalerie ait préféré ce dernier. Un nouveau véhicule d’essai, le T5E2, est alors construit en reprenant le châssis du T5E1, sur lequel est monté la tourelle du T4E1, donnant ainsi naissance au M1 Combat Car.

### Production et modifications
La production a lieu au Rock Island Arsenal, avec des quantités plutôt modestes : 38 exemplaires en 1935, 19 en 1936 et 32 en 1937, auxquels s’ajoutent l’unique exemplaire de test pour un total de 90 chars. Pour faciliter la maintenance en améliorant l’accès au moteur, l’arrière du M1 est redessiné au cours de l’été 1937, ce qui implique également de modifier l’extrémité arrière du train de roulement. Les changements, auxquels s’ajoutent une nouvelle transmission, sont incorporés à la production de l’année fiscale 1938 et 34 exemplaires de cette version M1A1 sont produits.
D’autres tentatives d’améliorations se montrent plus complexes : dès 1936, des essais sont réalisés pour remplacer le moteur à essence par un moteur Diesel. Toutefois, le moteur Guiberson T-1020 d’abord sélectionné se révèle presque impossible à démarrer autrement qu’avec des cartouches explosives et seule une poignée de véhicule s’en verra équipée.